# Carbone dérivé de carbures
Le carbone dérivé de carbures, ou CDC, est une désignation générique pour les matériaux carbonés issus de carbures précurseurs, qu'ils soient binaires, comme le carbure de silicium SiC et le carbure de titane TiC, ou ternaires, comme les phases MAX Ti2AlC et Ti3SiC2,,,. Des matériaux CDC ont également été produits à partir de céramiques issues de polymères, comme Si–O–C et Ti–C, et de carbonitrures comme Si–N–C,,. De tels matériaux peuvent présenter des structures très variables, aussi bien amorphe que cristallisée, avec des hybridations sp2 et sp3, ainsi qu'une texture fortement poreuse ou entièrement compacte. On a ainsi pu obtenir du carbone microporeux (en) (pores de diamètre inférieur ou égal à 2 nm) et mésoporeux (pores de diamètre compris entre 2 et 50 nm), du carbone amorphe, des nanotubes de carbone, des nanodiamants (en), du graphène et du graphite. Parmi les matériaux carbonés, les CDC présentent les surfaces spécifiques parmi les plus élevées, pouvant atteindre 3 000 m2/g. Il est possible d'obtenir des structures microporeuses et mésoporeuses dont la taille et la distribution des pores peuvent être contrôlées avec une précision inférieure à l'ångström en faisant varier le type de précurseur et les conditions opératoires de la synthèse des CDC. Cette capacité à ajuster précisément la taille et la forme des pores rend les CDC intéressants pour développer des applications impliquant la sorption sélective de liquides ou de gaz comme le dihydrogène H2, le méthane CH4 ou le dioxyde de carbone CO2, tandis que la conductivité électrique et la stabilité électrochimique élevées de ces matériaux les rendent intéressants pour des applications de stockage de l'énergie électrique et de dessalement capacitif (en) de l'eau.
Plusieurs termes ont été employés pour désigner les CDC, comme « carbone minéral » ou « carbone nanoporeux ». Le terme carbide-derived carbon a été introduit au début du XXIe siècle afin de souligner la nature des précurseurs de ces matériaux. Ainsi, les CDC issus du carbure de silicium SiC ont été désignés comme SiC-CDC, Si-CDC ou SiCDC. Depuis les années 2010, la recommandation est d'indiquer le précurseur dans la nomenclature, comme B4C-CDC, Ti3SiC2-CDC, W2C-CDC, etc..

## Synthèse
Les carbones dérivés de carbures (CDC) peuvent être produits à l'aide de diverses méthodes de synthèse chimique et physique. La plus courante fait intervenir l'attaque à sec des atomes de métal ou de métalloïde des carbures précurseurs par le dichlore Cl2, ce qui ne laisse que les atomes de carbone dans le matériau. Le terme « traitement au chlore » doit être préféré à celui de « chloration » car le chlorure de métal produit est le sous-produit à éliminer tandis que le carbone lui-même demeure largement intact. La gravure hydrothermale a également été utilisée pour la production de SiC-CDC, permettant d'obtenir des films de carbone poreux et de nanodiamants (en),.

### Traitement au chlore
Le traitement le plus courant pour produire des matériaux carbonés poreux à partir de carbures fait intervenir la gravure à haute température par des halogènes, le plus souvent du chlore Cl2. L'équation chimique générique suivante décrit la réaction d'un carbure de métal (M = Si, Ti, V, etc.) avec le chlore :
MC (solide) + 2 Cl2 (gaz) ⟶ MCl4 (gaz) + C (solide).
Le traitement aux halogènes à des températures comprises entre 200 et 1 000 °C donne essentiellement du carbone poreux désordonné d'une porosité comprise entre 50 et 80 % du volume selon le précurseur. Des températures supérieures à 1 000 °C donnent essentiellement du carbone graphite avec une contraction du matériau en raison de sa graphitisation.
Le taux de croissance linéaire de la phase carbonée suggère un mécanisme dont la cinétique est limitée par la réaction mais qui devient limitée par la diffusion pour les couches plus épaisses ou les particules plus grosses. Les conditions à flux de gaz élevés, permettant l'élimination rapide des chlorures formés, permet de déplacer l'équilibre de la réaction vers la formation du CDC. Ce type de procédé a permis de produire des matériaux carbonés à partir d'un grand nombre de précurseurs carbonés comme SiC, TiC, B4C, BaC2, CaC2, Cr3C2, Fe3C, Mo2C, Al4C3, Nb2C, SrC2, Ta2C, VC, WC, W2C, ZrC, des carbures ternaires comme les phases MAX Ti2AlC, Ti3AlC2 et Ti3SiC2, et des carbonitrures comme Ti2AlC0,5N0,5.
La plupart des CDC produits présentent essentiellement des micropores (de moins de 2 nm de diamètre) et des mésopores (de diamètre compris entre 2 et 50 nm) avec une distribution dépendant du précurseur utilisé et des conditions de synthèse. La structure cristalline initiale du carbure est le principal facteur déterminant la porosité du matériau carboné obtenu par traitement au chlore, surtout à basse température. D'une manière générale, plus les atomes de carbone sont distants les uns des autres dans le réseau cristallin du carbure précurseur, plus la taille des pores dans le CDC obtenu à partir de ce carbure est grande. Le diamètre moyen des pores croît et la distribution de la taille des pores s'élargit lorsque la température de synthèse augmente. La forme et la géométrie générale de la pièce de carbure précurseur sont en revanche largement conservées.

### Décomposition sous vide
Les atomes de métal ou de métalloïde des carbures peuvent être sélectivement extraits du matériau sous vide à haute température, généralement à plus de 1 200 °C. Le mécanisme repose sur la sublimation incongruente des carbures du fait du point de fusion élevé du carbone par rapport au point de fusion des métaux des carbures qui peuvent fondre et s'évaporer en laissant un dépôt de carbone pur. Ce mode opératoire permet d'obtenir des matériaux carbonés plus ordonnés, et donc de former des nanotubes de carbone et du graphène. La décomposition sous vide de carbure de silicium SiC a ainsi permis d'obtenir des films à forte densité de nanotubes de carbone alignés verticalement. La forte densité de tubes se traduit par un module d'élasticité élevé et une bonne résistance au flambage, ce qui confère à ces structures un intérêt particulier pour les applications mécaniques et tribologiques.
Les nanotubes de carbone se forment lorsque des traces d'oxygène O2 sont encore présentes dans l'atmosphère, tandis que le graphène se forme dans les conditions d'un vide poussé, de l'ordre de 10–6 à 10–8 Pa. Si ces conditions sont maintenues, le graphène se transforme en graphite massif. En particulier, le recuit sous vide de monocristaux de carbure de silicium de 1 200  à   1 500 °C permet l'élimination sélective des atomes de silicium en laissant de une à trois couches de graphène (selon la durée du traitement) résultant de la conversion de trois couches de carbure de silicium en une couche de graphène. Par ailleurs, le graphène se forme préférentiellement sur la face Si des cristaux de SiC α (6H) tandis que les nanotubes croissent préférentiellement sur la face C du SiC.

### Décomposition hydrothermale
L'élimination des atomes de métal des carbures est également possible à température modérée (300 à 1 000 °C et à haute pression (2 à 200 MPa). Les réactions suivantes sont possibles dans ces conditions entre les carbures de métaux et l'eau :
MC + x H2O ⟶ MOx + C + x H2 ;
MC + (x + 1) H2O ⟶ MOx + CO + (x + 1) H2 ;
MC + (x + 2) H2O ⟶ MOx + CO2 + (x + 2) H2 ;
x⁄2 MC + x H2O ⟶ Mx⁄2Ox + x⁄2 CH4.
Seule la première réaction donne du carbone solide. La formation de carbone solide décroît lorsque la pression augmente mais croît lorsque la température augmente. La possibilité de produire un matériau carboné poreux utilisable dépend de la solubilité de l'oxyde formé, comme le dioxyde de silicium SiO2, dans l'eau supercritique. Ce procédé a été utilisé avec le carbure de silicium SiC, le carbure de titane TiC, le carbure de tungstène WC, le carbure de tantale TaC et le carbure de niobium NbC. Le manque de solubilité de certains oxydes de métaux, comme le dioxyde de titane TiO2, est un problème important pour le traitement de certains carbures de métaux, comme le Ti3SiC2,.

## Applications industrielles
Les matériaux en carbone dérivés de carbures sont utilisés comme couche active dans les supercondensateurs en raison de leur bonne conductivité électrique associée à leur surface spécifique élevée, de le volume important de leurs micropores et de la possibilité de contrôler le diamètre de leurs pores, ce qui permet d'ajuster les caractéristiques de la porosité des électrodes carbonées aux caractéristiques de l'électrolyte employé. En particulier, la capacité augmente significativement lorsque la taille des pores s'approche de celle des ions désolvatés de l'électrolyte. La conductivité électrique du matériau carboné limite les pertes par résistance des supercondensateurs tout en accroissant le confinement des charges électriques et en maximisant la densité et la capacité de stockage de charge électrique des électrodes en carbone dérivé de carbures.
Les électrodes en carbone dérivé de carbures présentent une capacité gravimétrique pouvant atteindre 190 F/g dans les électrolytes aqueux et 180 F/g dans les électrolytes organiques. Les capacités les plus élevées ont été observées pour les systèmes dans lesquels le diamètre des ions de l'électrolyte et le diamètre des pores des électrodes s'accordent. Les pores de petite taille, notamment lorsqu'ils sont associés à des particules de grande taille, ont pour effet de réduire la mobilité des ions par limitation de diffusion lors des cycles de charge. La prédominance de mésopores dans les structures en carbone dérivé de carbures favorise la diffusion des ions au cours des cycles de charge, tandis que l'utilisation de nanoparticules de carbures précurseurs conduit à des matériaux ayant des alignements de pores plus courts, d'où des vitesses de charge et de décharge plus élevées ainsi qu'une densité de stockage améliorée.

## Applications expérimentales

### Stockage de l'hydrogène
Les matériaux en carbone dérivé de carbure de titane (TiC-CDC) activés à l'hydroxyde de potassium KOH ou au dioxyde de carbone CO2 peuvent stocker jusqu'à 21 % massique de méthane CH4 à 25 °C sous pression. Les matériaux CDC à pores subnanométriques de l'ordre de 0,50  à   0,88 nm de diamètre peuvent stocker le CO2 jusqu'à 7,1 mol/kg à 0 °C sous 1 bar. Les matériaux CDC peuvent également stocker jusqu'à 3 % massique d'hydrogène H2 à −196 °C sous 60 bar, valeur qui peut être améliorée par activation chimique ou physique de ces matériaux. Les matériaux en carbone dérivé d'oxycarbure de silicium SiOC avec des volumes importants de pores subnanométriques sont capables de stocker plus de 5,5 % massique d'hydrogène) −196 °C sous 60 bar. Il est possible d'obtenir des densités de stockage de méthane de plus de 21,5 % massique pour ce type de matériaux, la prédominance de pores de taille subnanométrique offrant des volumes importants étant un paramètre déterminant dans cette optique.

### Revêtements tribologiques
Les couches minces en carbone dérivé de carbures obtenues par recuit sous vide ou par traitement au chlore de céramiques en carbure de silicium SiC présentent un faible coefficient de frottement. Le coefficient de friction du SiC, qui est largement utilisé pour les applications tribologiques en raison de sa dureté et de sa résistance élevées, peut ainsi passer de l'ordre de 0,7 à environ 0,2 voire moins en milieu sec ; ce résultat est d'autant plus intéressant que le graphite n'est pas utilisable en milieu sec. Le réseau poreux tridimensionnel des matériaux CDC permet une ductilité élevée et une résistance mécanique améliorée, ce qui limite les fractures des couches minces sous l'effet d'une contrainte. Les paramètres de friction peuvent être encore améliorés par recuit à l'hydrogène à haute température et passivation des liaisons pendantes par des atomes d'hydrogène.

### Absorption de protéines
Les matériaux en carbone dérivé de carbures avec une structure mésoporeuse permettent de prélever des macromolécules hors de liquides biologiques. Ils sont de surcroît biocompatibles. Ils peuvent ainsi absorber des cytokines du plasma sanguin, comme le TNF α, l'interleukine 6 et l'interleukine 1β. Ces molécules de signalisation cellulaire jouent un rôle déterminant dans la réponse immunitaire aux infections comme agents inflammatoires et sont susceptibles d'entraîner des complications telles qu'un sepsis, d'où l'intérêt de pouvoir les prélever. Le taux et la vitesse de prélévement de ces — de 85 à 100 % en moins de 30 minutes — sont meilleurs que ceux obtenus avec un charbon actif comparable.

### Support pour catalyseurs
Des nanoparticules de platine peuvent être introduites sur une interface SiC/Si pendant un traitement au chlore. Ces particules diffusent à travers le matériau pour former des surfaces en platine susceptibles de servir de couches de support pour catalyseurs. D'autres métaux nobles que le platine, comme l'or, peuvent également être déposés dans les pores, ce qui permet de contrôle la taille des nanoparticules par la taille des pores ainsi que par la dispersion des tailles de pores dans le substrat CDC. Ces nanoparticules peuvent avoir un diamètre inférieure à 1 µm même sans revêtement de surface. Des nanoparticules d'or dans du carbone dérivé de carbure de titane TiC, de carbure de molybdène Mo2C ou de carbure de bore B4C catalyse l'oxydation du monoxyde de carbone CO.

### Désionisation capacitive
La désionisation capacitive (en) de l'eau fonctionne d'une manière semblable à celle d'un supercondensateur. L'eau chargée d'ions agit comme un électrolyte et est mise à circuler entre deux électrodes poreuses entre lesquelles est appliquée une tension électrique. Les ions s'accumulent en double couche dans les pores des deux extrémités, ce qui réduit la concentration en ions du fluide à la sortie du dispositif de purification. Les matériaux en carbone dérivé de carbures ayant une porosité dont la taille des pores correspond à celle des ions dans l'électrolyte, ces matériaux s'avèrent plus efficaces que les matériaux en charbon activé équivalents pour des tensions de l'ordre de 1,2 à 1,4 V.